# 60 Hudson Street
Het 60 Hudson Street, voorheen bekend als het Western Union Building, is een wolkenkrabber van de stroming art deco gesitueerd in de wijk TriBeCa van Lower Manhattan in de Amerikaanse stad New York.

## Historiek
Het gebouw dateert van de periode 1928–1930 en werd ontworpen door Ralph Thomas Walker die in de omgeving ook het Verizon Building heeft getekend alsmede vele andere art deco-gebouwen op Manhattan. Het gebouw staat aan Hudson Street en West Broadway (straten die noord-zuid gaan) en ten zuidwesten van het 32 Sixth Avenue, eveneens door Ralph Walker ontworpen (vier blokken verwijderd). De gelijkenissen tussen beide zijn treffend. 
In mei 1929 stierven vier bouwvakkers toen drie ton stalen liggers vanaf de tweeëntwintigste verdieping naar beneden viel.
Het 60 Hudson Street is 113 meter hoog en telt 24 verdiepingen. Het totale vloeroppervlak van het 60 Hudson Street bedraagt 93.000 m². De toren figureert integraal als een kantoorgebouw en het ontwerp maakt zoals veel van Walkers ontwerpen gebruik van 'setbacks' ('dakterrassen'), terugliggende verdiepingen. Het ontwerp van de lobby is gelijkaardig aan een schip van een kerkgebouw, met een plafond in een Romaans tongewelf. Op de tweede verdieping bevonden zich ooit een gymnasium, een bibliotheek en een auditorium, terwijl de bovenste verdiepingen altijd kantoren bevatten.
Het 60 Hudson Street deed tussen augustus 1930 en maart 1948 dienst als de hoofdzetel van het telecommunicatiebedrijf Western Union. Daarna verhuisde het bedrijf naar Upper Saddle River, New Jersey. Het 60 Hudson Street werd voor 12,5 miljoen dollar verkocht aan een bedrijf uit Chicago.
In de jaren na de uittocht van Western Union werd het 60 Hudson Street omgevormd tot een datacenter (een colocatiecentrum) en groeide uit tot een van de belangrijkste internetknooppunten ter wereld. Daarnaast werd sinds het vertrek van Western Union een deel van de kantoorruimte ingenomen door stads- en overheidsinstanties zoals het gevangeniswezen van de stad New York.

## Afbeeldingen

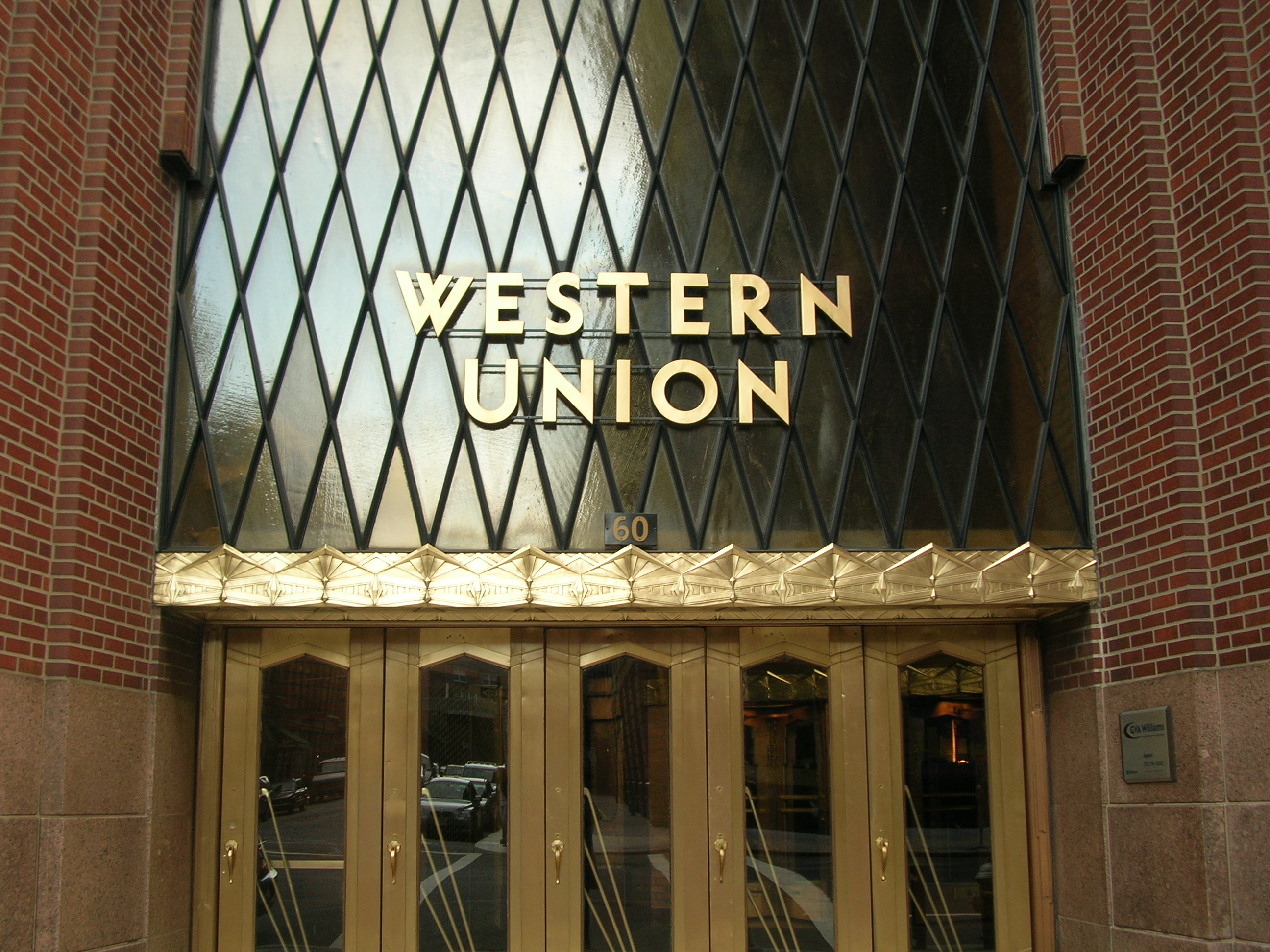
Hoofdingang Western Union, 2008
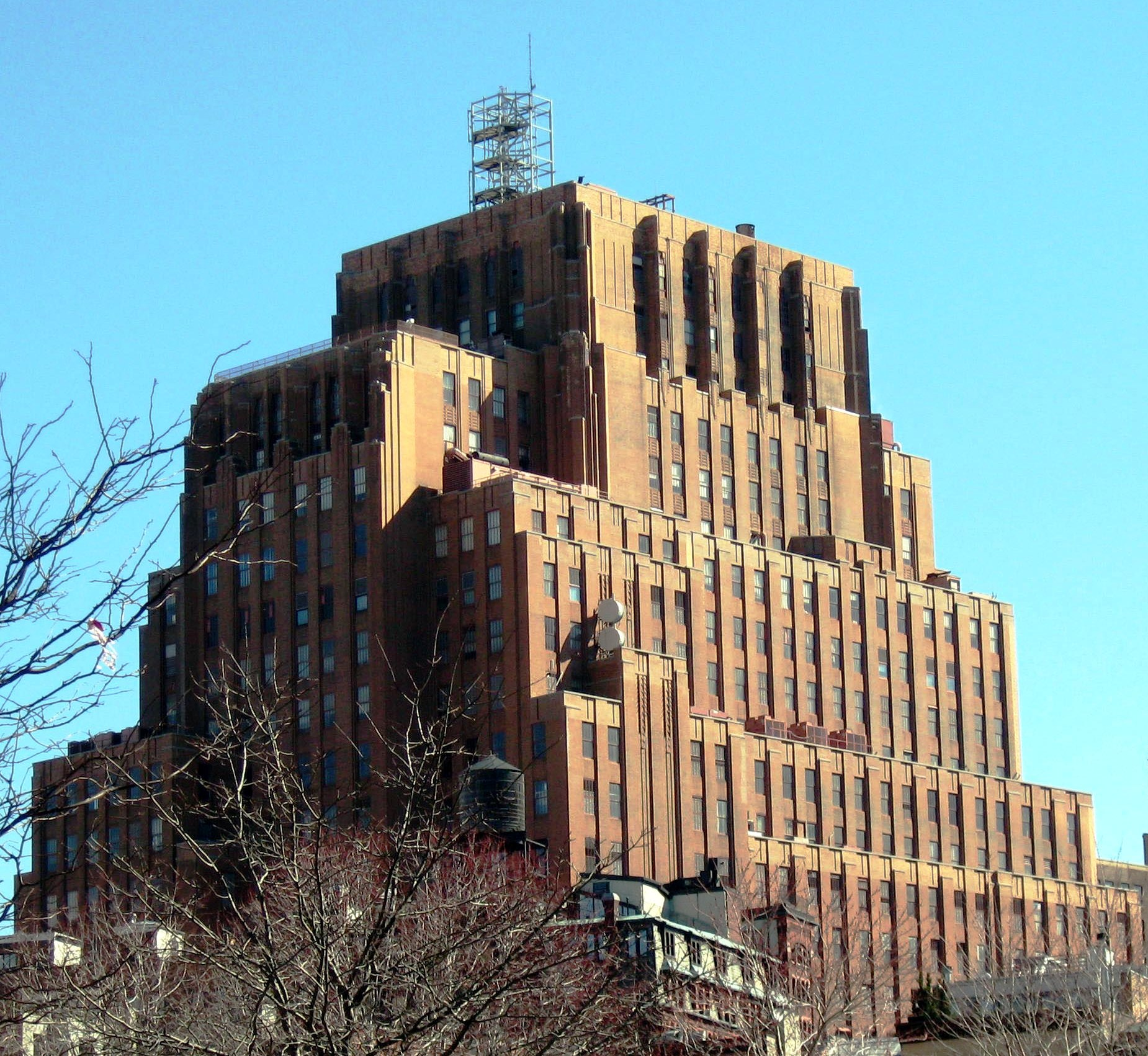
Duane Street en West Broadway, 2012